# Klaus Siebert
Klaus Siebert (Schlettau, 29 de abril de 1955 – Altenberg, 24 de abril de 2016) fue un deportista de la RDA que compitió en biatlón.
Participó en los Juegos Olímpicos de Lake Placid 1980, obteniendo una medalla de plata en la prueba por relevos. Ganó seis medallas en el Campeonato Mundial de Biatlón entre los años 1975 y 1979.

## Palmarés internacional
| Juegos Olímpicos   | Juegos Olímpicos             | Juegos Olímpicos  | Juegos Olímpicos |
| Año                | Lugar                        | Medalla           | Prueba           |
| ------------------ | ---------------------------- | ----------------- | ---------------- |
| 1980               | Lake Placid (Estados Unidos) | Medalla de plata  | Relevos          |
| Campeonato Mundial |                              |                   |                  |
| Año                | Lugar                        | Medalla           | Prueba           |
| 1975               | Anterselva (Italia)          | Medalla de bronce | Velocidad        |
| 1977               | Lillehammer (Noruega)        | Medalla de bronce | Relevos          |
| 1978               | Hochfilzen (Austria)         | Medalla de oro    | Relevos          |
| 1978               | Hochfilzen (Austria)         | Medalla de bronce | Velocidad        |
| 1979               | Ruhpolding (RFA)             | Medalla de oro    | Individual       |
| 1979               | Ruhpolding (RFA)             | Medalla de oro    | Relevos          |